# Neurinoma de l'acústic
Un neurinoma de l'acústic o schwannoma vestibular és un tumor intracranial primari i benigne de les cèl·lules formadores de mielina del nervi auditiu (vuitè parell cranial). El terme "schwannoma vestibular" implica la porció vestibular del vuitè parell cranial i sorgeix a partir de cèl·lules de Schwann, que són responsables de la beina de mielina en el sistema nerviós perifèric. Aproximadament 3.000 dels casos són diagnosticats cada any als Estats Units, amb una prevalença d'aproximadament 1 de cada 100.000 persones a tot el món. Representa un 5-10% de totes les neoplàsies intracranials en adults. Té pics d'incidència en la cinquena i sisena dècades de la vida i es veuen afectats ambdós sexes per igual.

## Signes i símptomes
Els primers símptomes dels neurinomes acústics són la disminució de l'oïda o sordesa neurosensorials ipsilaterals, sentit alterat l'equilibri i l'alteració de la marxa, vertigen acompanyat de nàusees i vòmits associats, i sensació de pressió en l'orella, la qual cosa pot atribuir-se a l'alteració de la funció del nervi auditiu. A més del 80% dels pacients han informat tinnitus (gairebé sempre un brunzit unilateral agut, de vegades un so sibilant o rugent com d'una maquinària).